# Cases Armenteras i Parellada
Les Cases Armenteras i Parellada, també conegudes com a Cases Francesc Lalanne, són un conjunt arquitectònic al carrer de Provença, 324-326 de l'Eixample de Barcelona, catalogades com a Bé cultural d'interès local.

## Història
El 1894, el viticultor de Bordeus François Lalanne Merlet es va establir a Barbastre fugint de la fil·loxera que havia destruït gran part de les vinyes al nord dels Pirineus.
El 1907, a través del seu apoderat Joan Parellada, va presentar el projecte del núm. 326, obra de l'arquitecte Arnau Calvet i Peyronill. El 1909 va fer el mateix amb el del núm. 324, aquest cop a través de Josep Armenteras i Vintró.

## Descripció
Es tracta d'un conjunt de dos edificis de planta baixa, pis principal i tres pisos més, amb una façana unitària. L'estil propi de Calvet entronca el modernisme amb les darreres tendències de l'arquitectura centreeuropea contemporània, especialment la Secessió de Viena.
La planta baixa de la casa Armenteras (núm. 324) s'articula mitjançant dues obertures. Una d'elles és una finestra triple amb reixat de ferro forjat amb motius de flors, sobre les quals s'hi disposen dues mènsules amb decoració floral exuberant. El segon espai, situat al lateral, és la porta d'accés de l'edifici, formada per un arc rebaixat, els muntants del qual estan guarnits amb relleus foliacis. Destaca la clau de volta, amb decoració esculpida de flors fent conjunt amb l'ornamentació de les mènsules. El parament de la zona dels baixos és d'estucat imitant grans carreus rectangulars, interromput a l'emmarcament de la finestra i al sòcol inferior. L'immoble, al ser estret, presenta una aparença de notable verticalitat. Disposa de tres balconades a cada pis. Al principal, però, un dels balcons laterals (el que està situat just per sobre l'entrada) és substituït per una tribuna que, malgrat ser cenyida, està bellament ornamentada, sobretot al capdamunt, amb un coronament mixtilini ornat amb relleus vegetals als seus laterals. La seva part superior, on s'hi ha inserit una barana de ferro forjat, rep la funció alternativa de llosana per al balcó lateral del primer pis.
Del principal, cal destacar la balustrada correguda que uneix els dos balcons, la qual presenta uns pilars ornamentats a cada cantó; així com el bell fris de flors en relleu que s'uneix amb de l'arc carpanell de cada balcó. Aquest darrer element es repetirà al llarg de tota la façana, que mantindrà la seva decoració malgrat que creixi en alçada. Així doncs, als pisos restants trobarem totes les obertures guarnides amb aquest fris, a més de balcons amb baranes ornades per delicats treballs de ferro forjat, que reprodueixen motius propis de la natura. Al segon pis, però, la llosana del balcó central sobresurt menys que les dels laterals; mentre que al darrer pis totes les balconades s'uneixen mitjançant una llosana correguda. Un fris de relleus curvilinis precedeix el ràfec, sustentat per un seguit de permòdols.
La casa Parellada (núm. 326), està resolta de manera homogènia, tant formalment com ornamentalment, respecte a l'anterior. Ara bé, es fa palesa la diferència dimensional, donat que és més ample. Això ha permès una major llibertat en el tractament dels elements de la façana, encara que el repertori decoratiu segueixi la mateixa temàtica. Per exemple, els baixos compten amb una obertura més i la tribuna és de grandària ostensiblement superior a la de la seva veïna.
La banda inferior de la casa compta amb tres obertures; la central és la porta d'entrada i destaca per la seva riquesa decorativa. Aquesta consisteix en una clau central amb un ram de tres flors que corona un arc amb ornamentació en relleu als muntants. Flanquejant la porta, s'aprecien dues grans mènsules on es repeteix la mencionada decoració floral i que, a més, tenen la particularitat d'establir una continuació fins al mateix sòcol de l'edifici. A banda i banda, les finestres triples es complementen amb mènsules florals i baranes de ferro forjat.
La planta noble està articulada per la tribuna central, que en realitat està formada per dos cossos units per un estret finestral al mig. La decoració és patent, especialment, als seus extrems superiors laterals i central, que tenen forma mixtilínia. Els dos balcons situats a cada banda del pis són decorats amb el fris de relleus florals ja vist en l'altra casa i tancats amb una balustrada, en la qual són preeminents els pilars amb relleus complementaris de la temàtica vegetal. El pis superior, és a dir, el primer, té quatre balcons units per unes baranes de ferro amb treball de forja, que són contigües amb el coronament de la tribuna, la qual actua com a lloseta dels dos balcons centrals. En els dos pisos superiors, els balcons són de llosetes individuals, cadascuna amb la seva barana ornamentada, alhora que se segueixen mantenint el relleu ornamental de la part alta. Per acabar, l'acabament és idèntic al de l'altra casa: enllaça amb el mateix fris de relleus curvilinis i comparteix el ràfec, cosa que ressalta la unicitat del conjunt.